# Macandrevia americana
Macandrevia americana är en armfotingsart som beskrevs av Dall 1895. Macandrevia americana ingår i släktet Macandrevia och familjen Zeilleriidae. Inga underarter finns listade i Catalogue of Life.